# Sebastiano Fraghì
Sebastiano Fraghì (Ozieri, 12 luglio 1903 – Oristano, 22 luglio 1985) è stato un arcivescovo cattolico italiano.

## Biografia
Nacque ad Ozieri il 12 luglio 1903.
Il 29 luglio 1928 fu ordinato presbitero per la diocesi di Ozieri.
Prelato domestico di Sua Santità dal 31 ottobre 1946, il 23 settembre 1947 fu eletto arcivescovo metropolita di Oristano. Ricevette la consacrazione episcopale il successivo 8 dicembre dal vescovo Francesco Cogoni, coconsacranti l'arcivescovo Lorenzo Maria Balconi, P.I.M.E., e il vescovo Nicolò Frazioli.
Dal 26 al 28 settembre 1961 celebrò il V sinodo diocesano arborense.
Il 14 dicembre 1978 papa Giovanni Paolo II accolse la sua rinuncia al governo pastorale dell'arcidiocesi di Oristano.
Morì ad Oristano il 22 luglio 1985 all'età di 82 anni.

## Genealogia episcopale e successione apostolica
La genealogia episcopale è:
- Cardinale Scipione Rebiba
- Cardinale Giulio Antonio Santori
- Cardinale Girolamo Bernerio, O.P.
- Arcivescovo Galeazzo Sanvitale
- Cardinale Ludovico Ludovisi
- Cardinale Luigi Caetani
- Cardinale Ulderico Carpegna
- Cardinale Paluzzo Paluzzi Altieri degli Albertoni
- Papa Benedetto XIII
- Papa Benedetto XIV
- Papa Clemente XIII
- Cardinale Marcantonio Colonna
- Cardinale Giacinto Sigismondo Gerdil, B.
- Cardinale Giulio Maria della Somaglia
- Cardinale Carlo Odescalchi, S.I.
- Cardinale Costantino Patrizi Naro
- Cardinale Lucido Maria Parocchi
- Cardinale Andrea Carlo Ferrari
- Arcivescovo Ernesto Maria Piovella, O.SS.C.A.
- Vescovo Francesco Cogoni
- Arcivescovo Sebastiano Fraghì

La successione apostolica è:
- Vescovo Giovanni Melis Fois (1963)